# 大爆炸

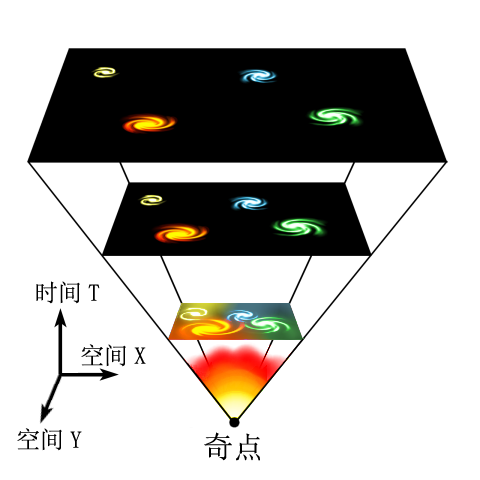
根据大爆炸理论，宇宙是由一个極緊密、極熾热的奇点膨胀到现在的状态。

大爆炸（英語：Big Bang），是描述宇宙的起源與演化的宇宙學模型，这一模型得到了当今科学研究和觀測最廣泛且最精確的支持。
宇宙学中通常所说的“大爆炸”是指：宇宙是在过去有限的时间之前，由一个密度极大且温度极高的太初状态(Initial singularity)演变而来的。根据2015年普朗克卫星所得到的最佳观测结果，宇宙大爆炸距今137.99 ± 0.21亿年，并经过不断的膨胀到达今天的状态。大爆炸这一模型的框架基于爱因斯坦的广义相对论，又在场方程的求解上作出了一定的简化（例如宇宙學原理假设空间的均匀性和各向同性）。1922年，苏联物理学家亚历山大·弗里德曼用广义相对论描述了流体，从而给出了这一模型的场方程。1927年，比利时物理学家乔治·勒梅特通过求解弗里德曼方程已经在理论上提出了同样的观点，这个解后来被称作弗里德曼－勒梅特－罗伯逊－沃尔克度规。1929年，美国物理学家愛德溫·哈伯透过观测发现，从地球到达遥远星系的距离正比于这些星系的红移，从而推导出宇宙膨胀的观点。哈勃的观测表明，所有遥远的星系和星系团在视線速度上都在远离我们这一观察点，并且距离越远退行视速度越大。如果当前星系和星团间彼此的距离在不断增大，则说明它们在过去曾经距离很近。从这一观点物理学家进一步推测：在过去宇宙曾经处于一个密度极高且温度极高的状态，大型粒子加速器在类似条件下所进行的实验结果则有力地支持了这一理论。然而，由于当前技术原因，粒子加速器所能达到的高能范围还十分有限，因而到目前为止，还没有证据能够直接或间接描述膨胀初始的极短时间内的宇宙状态。从而，大爆炸理论还无法对宇宙的初始状态作出任何描述和解释，事实上它所能描述并解释的是宇宙在初始状态之后的演化图景。当前所观测到的宇宙中氢元素的丰度，和理论所预言的宇宙早期快速膨胀并冷却过程中，最初的几分钟内通过核反应所形成的这些元素的理论丰度值非常接近，定性并定量描述宇宙早期形成的氢元素丰度的理论被称作太初核合成。
大爆炸一词首先是由英国天文学家弗雷德·霍伊尔所采用的。霍伊尔是与大爆炸对立的宇宙学模型——穩態理論的倡导者，他在1949年3月英國廣播公司的一次广播节目中将勒梅特等人的理论称作“这个大爆炸的观点”。虽然有很多通俗轶事记录霍伊尔这样讲是出于讽刺，但霍伊尔本人明确否认了这一点，他声称这只是为了着重说明这两个模型的显著不同之处。霍伊尔后来为恒星核合成的研究做出了重要贡献，这是恒星内部通过核反应利用氢元素制造出某些重元素的途径。1964年发现的宇宙微波背景是支持大爆炸确实发生的重要证据，特别是当测得其频谱从而绘制出它的黑体辐射曲线之后，大多数科学家都开始相信大爆炸理论了。

## 动机和发展
大爆炸理论是通过对宇宙结构的实验观测和理论推导发展而来的。在实验观测方面，1912年維斯托·斯里弗首次测量了一个“旋涡星云”（“旋涡星云”是当时对旋涡星系的旧称法）的多普勒频移，其后他又证实绝大多数类似的星云都在退离地球。不过斯里弗尔并没有因此联想到这个观测结果对宇宙学的意义，因为在当时，这些“星云”是否是我们的银河系之外的“岛宇宙”这一问题存在强烈争议，并引发了世纪天文大辩论。在理论研究方面，1917年爱因斯坦将广义相对论理论应用到整个宇宙，发表了标志着物理宇宙学诞生的论文《根据广义相对论对宇宙学所做的考察》。然而从广义相对论出发建立的宇宙模型不是静态的，这和当时静态宇宙的主流观点并不符合，爱因斯坦为此在场方程中加入了一个宇宙学常数来进行修正。1922年，苏联宇宙学家、数学家亚历山大·弗里德曼假设了宇宙在大尺度上均匀和各向同性，利用引力场方程推导出描述空间上均一且各向同性的弗里德曼方程，在这一组方程中宇宙学常数是可以消掉的。通过选取合适的状态方程，从弗里德曼方程得到的宇宙模型是在膨胀的。1924年，埃德温·哈勃测量了最近的“旋涡星云”距地球的距离，其结果证实了它们在银河系之外，本质是其他的星系。1927年，比利时物理学家乔治·勒梅特在不了解弗里德曼工作的情况下独立提出了星云后退现象的原因是宇宙在膨胀。1931年勒梅特进一步提出“原生原子假说”，认为宇宙正在进行的膨胀意味着它在时间反演上会发生坍缩，这种情形会一直发生下去直到它不能再坍缩为止，此时宇宙中的所有质量都会集中到一个几何尺寸很小的“原生原子”上，时间和空间的结构就是从这个“原生原子”产生的。
1924年起，哈勃为勒梅特的理论提供了实验条件：他在威尔逊山天文台利用口径250厘米的胡克望远镜费心建造了一系列天文距离指示仪，这是宇宙距离尺度的前身。这些仪器使他能够通过观测星系的红移量来推测星系与地球之间的距离。他在1929年发现，星系远离地球的速度同它们与地球之间的距离刚好成正比，这就是所谓哈勃定律。而勒梅特在理论推测，根据宇宙学原理当观测足够大的空间时，没有特殊方向和特殊点，因此哈勃定律说明宇宙在膨胀。

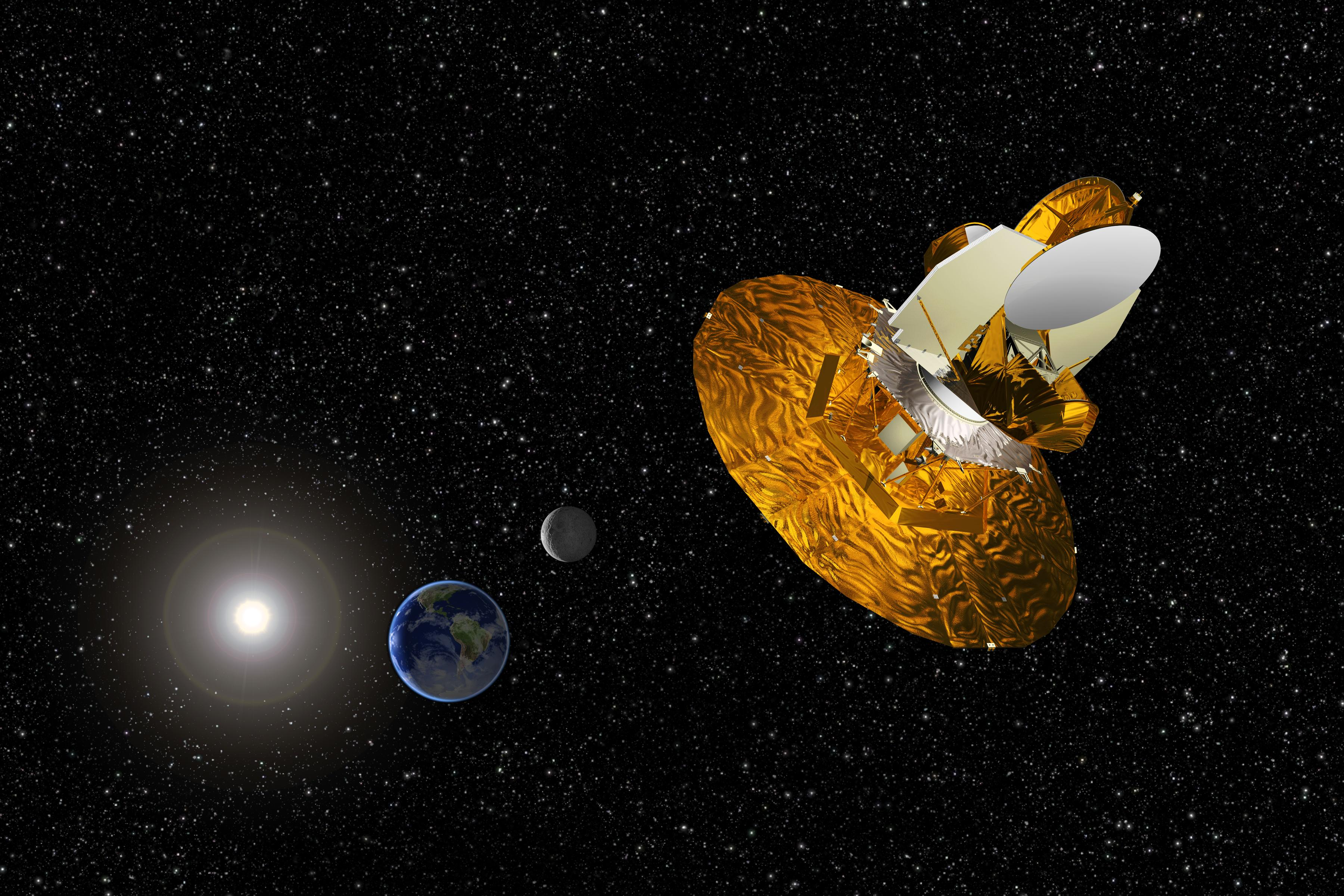
艺术家绘制的威尔金森微波各向异性探测器（WMAP）采集数据的景象

二十世纪三十年代，还出现了一些尝试解释哈勃所观测现象的非主流宇宙模型，例如米尔恩宇宙、振荡宇宙（最早由弗里德曼提出，后来的主要推广者是阿尔伯特·爱因斯坦和理查德·托尔曼）、弗里茨·兹威基的衰减光子假说。
第二次世界大战以后，宇宙膨胀的观点引出了两种互相对立的可能理论：一种理论是由勒梅特提出，乔治·伽莫夫支持和完善的大爆炸理论。伽莫夫提出了太初核合成理论，而他的同事拉尔夫·阿尔菲和罗伯特·赫尔曼则理论上预言了宇宙微波背景辐射的存在。另一种理论则是英国天文学家弗雷德·霍伊尔等人提出的穩態理論。在稳恒态宇宙模型里，新物质在星系远离留下的空间中不断产生，从而宇宙在任何时候看上去都基本不变化。具有讽刺意味的是，大爆炸理论的名称却是来自霍伊尔提到勒梅特的理论时所用的称呼，他在1949年3月的一期BBC广播节目《物质的特性》（The Nature of Things）中将勒梅特等人的理论称作“这个大爆炸的观点”:129。之后的许多年，这两种理论并立，但射电源计数一系列观测证据使天平逐渐向大爆炸理论倾斜。1965年，宇宙微波背景辐射的发现和确认更使绝大多数物理学家都相信：大爆炸是能描述宇宙起源和演化最好的理论。现在宇宙物理学的几乎所有研究都与宇宙大爆炸理论有关，或者是它的延伸，或者是进一步解释，例如大爆炸理论的框架下星系如何产生，早期和极早期宇宙的物理定律，以及用大爆炸理论解释新观测结果等。
二十世纪九十年代后期和二十一世纪初，望远镜技术的重大发展和如宇宙背景探测者（COBE）、哈勃太空望远镜（HST）和威尔金森微波各向异性探测器等空间探测器收集到的大量数据使大爆炸理论又有了新的大突破。宇宙学家从而可以更为精确地测量大爆炸模型中的各种参数，并从中发现了很多意想不到的结果，比如宇宙的膨胀正在加速。

## 概述

### 大爆炸年表
通过广义相对论将宇宙的膨胀进行时间反演，则可得出宇宙在过去有限的时间之前曾经处于一个密度和温度都无限高的状态，这一状态被称为奇点，奇点的存在意味着广义相对论理论在这里不适用。而仍然存在争论的问题是，借助广义相对论我们能在多大程度上理解接近奇点的物理学——可以肯定的是不会早于普朗克时期。宇宙极早期这一高温高密的相态被称作“大爆炸”，这被看作是我们宇宙的诞生时期。通过观测Ia型超新星来测量宇宙的膨胀，对宇宙微波背景辐射温度涨落的测量，以及对星系之间相关函数的测量，科学家计算出宇宙的年龄大约为137.3 ± 1.2亿年。这三个独立测算所得到的结果相符，从而为具体描述宇宙所包含物质比例的ΛCDM模型提供了有力证据。
关于大爆炸模型中极早期宇宙的相态问题，至今人们仍充满了猜测。在大多数常见的模型中，宇宙诞生初期是由均匀且各向同性的高密高温高压物质构成的，并在极早期发生了非常快速的膨胀和冷却。大约在膨胀进行到10−37秒时，产生了一种相变使宇宙发生暴脹，在此期间宇宙的膨胀是呈指数增长的:191-202。当暴脹结束后，构成宇宙的物质包括夸克-膠子漿，以及其他所有基本粒子:210。此时的宇宙仍然非常炽热，以至于粒子都在做着相对论性的高速随机运动，而粒子－反粒子对在此期间也通过碰撞不断地创生和湮灭，从而宇宙中粒子和反粒子的数量是相等的（宇宙中的总重子数为零）。直到其后的某个时刻，一种未知的违反重子数守恒的反应过程出现，它使夸克和轻子的数量略微超过了反夸克和反轻子的数量——超出范围大约在三千万分之一的量级上，这一过程被称作重子生成。这一机制导致了当今宇宙中物质相对于反物质的主导地位:第6章。
随着宇宙的膨胀速度和温度进一步的降低，粒子所具有的能量普遍开始逐渐下降。当能量降低到1太电子伏特（1012eV）时产生了对称破缺，这一相变使基本粒子和基本相互作用形成了当今我们看到的样子:第7章。宇宙诞生的10−11秒之后，大爆炸模型中猜测的成分就进一步减少了，因为此时的粒子能量已经降低到了高能物理实验所能企及的范围。10−6秒之后，夸克和胶子结合形成了诸如质子和中子的重子族，由于夸克的数量要略高于反夸克，重子的数量也要略高于反重子。此时宇宙的温度已经降低到不足以产生新的质子－反质子对（类似地，也不能产生新的中子－反中子对），从而即刻导致了粒子和反粒子之间的质量湮灭，这使得原有的质子和中子仅有十亿分之一的数量保留下来，而对应的所有反粒子则全部湮灭。大约在1秒之后，电子和正电子之间也发生了类似的过程。经过这一系列的湮灭，剩余的质子、中子和电子的速度降低到相对论性以下，而此时的宇宙能量密度的主要贡献来自湮灭产生的大量光子（少部分来自中微子）。
在大爆炸发生的几分钟后，宇宙的温度降低到大约十亿开尔文的量级，密度降低到大约海平面附近空气密度的水平。少数质子和所有中子结合，组成氘和氦的原子核，这个过程叫做太初核合成:第4章。而大多数质子没有与中子结合，形成了氢的原子核。随着宇宙的冷却，宇宙能量密度的主要来自静止质量产生的引力的贡献，并超过原先光子以辐射形式的能量密度。在大约37.9万年之后，电子和原子核结合成为原子（主要是氢原子），而通过與物質脱耦，辐射得以在宇宙空间中相对自由的传播，这个辐射的残迹就形成了今天的宇宙微波背景辐射:第9章。

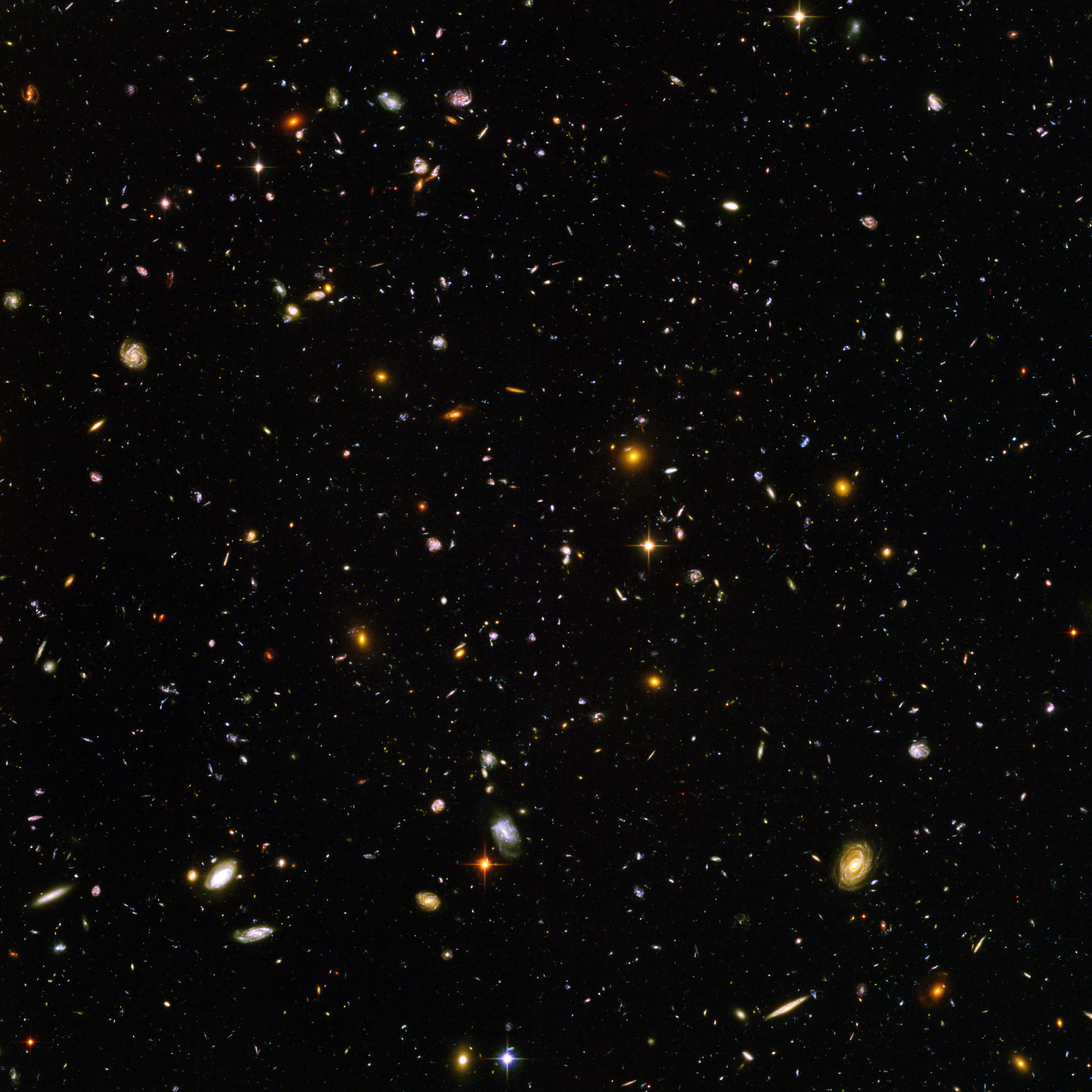
哈勃超深空场描绘了远古时代的星系图景，根据大爆炸理论，它们处于一个更年轻、更致密且更炽热的宇宙。

虽然宇宙在大尺度上物质几乎均一分布，但仍存在某些密度稍大的区域，因而在此后相当长的一段时间内这些区域内的物质通过引力作用吸引附近的物质，从而变得密度更大，并形成了气体云、恒星、星系等其他在今天的天文学上可观测的结构。这一过程的具体细节取决於宇宙中物质的形式和数量，其中形式可能有三种：冷暗物质、热暗物质和重子物质。目前来自的最佳观测结果表明，宇宙中占主导地位的物质形式是冷暗物质，而其他两种物质形式在宇宙中所占比例不超过18%。另一方面，对Ia型超新星和宇宙微波背景辐射的独立观测表明，当今的宇宙被一种称作暗能量的未知能量形式主导着，暗能量被认为渗透到空间中的每一个角落。观测显示，当今宇宙的总能量密度中有72%的部分是以暗能量这一形式存在的。根据推测，在宇宙非常年轻时暗能量就已经存在，但此时的宇宙尺度很小而物质间彼此距离很近，因而在那时引力的效果显著从而减缓了宇宙的膨胀。但经过了几十上百亿年的膨胀，不断增长的暗能量开始让宇宙膨胀缓慢加速。表述暗能量的最简洁方法是在爱因斯坦引力场方程中添加所谓宇宙常数项，但这仍然无法回答暗能量的构成、形成机制等问题，以及与此伴随的一些更基础问题：例如关于它状态方程的细节，以及它与粒子物理学中标准模型的内在联系，这些未解决的问题仍然有待理论和实验观测的进一步研究。
所有在暴脹時期之後的宇宙演化，都可以用宇宙学中的ΛCDM模型来非常精确地描述，這宇宙學標準模型来自於广义相对论和量子力学各自独立的框架。物理學者尚不清楚暗物質與暗能量的物理性質，天文觀測也尚未證實暴脹理論的正確性:14ff。對於更早時期關於宇宙的描述，一般认为需要一个统合广义相对论和量子力学的量子引力理论来突破这一难题。如何才能理解这一极早期宇宙的物理图景是当今物理学的最大未解决问题之一:85ff

### 基本假设
大爆炸理论的建立基於了两个基本假设：物理定律的普适性和宇宙学原理。宇宙学原理是指在大尺度上宇宙是均匀且各向同性的。
这些观点起初是作为先验的公理被引入的，但现今已有相关研究工作试图对它们进行验证。例如对第一个假设而言，已有实验证实在宇宙诞生以来的绝大多数时间内，精细结构常数的相对误差值不会超过10−5。此外，通过对太阳系和双星系统的观测，广义相对论已经得到了非常精确的实验验证；而在更广阔的宇宙学尺度上，大爆炸理论在多个方面经验性取得的成功也是对广义相对论的有力支持。
假设从地球上看大尺度宇宙是各向同性的，宇宙学原理可以从一个更简单的哥白尼原理中导出。哥白尼原理是指不存在一个受偏好的（或者说特别的）观测者或观测位置。根据对微波背景辐射的观测，宇宙学原理已经被证实在10−5的量级上成立，而宇宙在大尺度上观测到的均匀性则在10%的量级。

### 弗里德曼－勒梅特－罗伯逊－沃尔克度规
广义相对论采用度规来描述时空的几何属性，度规能够给出时空中任意两点之间的间隔。这些点可以是恒星、星系或其他天体，它们在时空中的位置可以用一个遍布整个时空的坐标卡或“网格”来说明。根据宇宙学原理，在大尺度上度规应当是均匀且各向同性的，唯一符合这一要求的度规叫做弗里德曼－勒梅特－罗伯逊－沃尔克度规（度规）。这一度规包含一个含时的標度因子，它描述了宇宙的尺寸如何随着时间变化，这使得我们可以选择建立一个方便的坐标系即所谓同移坐标系。在这个坐标系中网格随着宇宙一起膨胀，从而仅由于宇宙膨胀而发生运动的天体将被固定在网格的特定位置上。虽然这些同移天體两者之间的坐标距离（同移距離）保持不变，它们彼此间实际的物理距离是正比於宇宙的標度因子而膨胀的。
大爆炸的本质并不是物质的爆炸从而向外扩散至整个空旷的宇宙空间，而是每一处的空间本身随着时间的膨胀，从而两个共动天体之间的物理距离在不断增长。由于度规假设了宇宙中物质和能量的均匀分布，它只对宇宙在大尺度下的情形适用——对於像我们的星系这样局部的物质聚集情形，引力的束缚作用要远大于空间度规膨胀的影响，从而不能采用度规。

### 视界
大爆炸时空的一个重要特点就是视界的存在：由于宇宙具有有限的年龄，并且光具有有限的速度，从而可能存在某些过去的事件无法通过光向我们传递信息。从这一分析可知，存在这样一个极限或称为过去视界，只有在这个极限距离以内的事件才有可能被观测到。另一方面，由于空间在不断膨胀，并且越遥远的物体退行速度越大，从而导致从我们这里发出的光有可能永远也无法到达那里。从这一分析可知，存在这样一个极限或称为未来视界，只有在这个极限距离以内的事件才有可能被我们所影响。以上两种视界的存在与否取决于描述我们宇宙的模型的具体形式：我们现有对极早期宇宙的认知意味着宇宙应当存在一个过去视界，不过在实验中我们的观测仍然被早期宇宙对电磁波的不透明性所限制，这导致我们在过去视界因空间膨胀而退行的情形下依然无法通过电磁波观测到更久远的事件。另一方面，假如宇宙的膨胀一直加速下去，宇宙也会存在一个未来视界:第3章。

## 观测证据
大爆炸理论最早也最直接的观测证据包括从星系红移观测到的哈勃膨胀、对宇宙微波背景辐射的精细测量、宇宙间轻元素的丰度（参见太初核合成），而今大尺度结构和星系演化也成为了新的支持证据。这四种观测证据有时被称作“大爆炸理论的四大支柱”。

### 哈勃定律
对遥远星系和类星体的观测表明这些天体存在红移——从这些天体发出的电磁波波长会变长。通过观测取得星体的频谱，而构成天体的化学元素的原子与电磁波的相互作用对应着特定样式的吸收和发射谱线，将两者进行比对则可发现这些谱线都向波长更长的一端移动。这些红移是均匀且各向同性的，也就是说在观测者看来任意方向上的天体都会发生均匀分布的红移。如果将这种红移解释为一种多普勒频移，则可进而推知天体的退行速度。对於某些星系，它们到地球的距离可以通过宇宙距离尺度来估算出。如果将各个星系的退行速度和它们到地球的距离一一列出，则可发现两者存在一个线性关系即哈勃定律：
{\displaystyle v=H_{0}D\,}
其中
| {\displaystyle v}     | 是星系或其他遥远天体的退行速度                                   |
| {\displaystyle D}     | 是距天体的共动固有距离（英语：proper length）                                 |
| {\displaystyle H_{0}} | 是哈勃常数，根据WMAP最近的测量结果为70.1 ± 1.3千米/秒/秒差距[31] |
根据哈勃定律我们的宇宙图景有两种可能：或者我们正处於空间膨胀的正中央，从而所有的星系都在远离我们——这与哥白尼原理相违背——或者宇宙的膨胀是各处都相同的。从广义相对论推测出宇宙正在膨胀的假说是由亚历山大·弗里德曼和乔治·勒梅特分别在1922年和1927年各自提出的，都要早於哈勃在1929年所进行的实验观测和分析工作。宇宙膨胀的理论后来成为了弗里德曼、勒梅特、罗伯逊、沃尔克等人建立大爆炸理论的基石。
大爆炸理论要求哈勃定律{\displaystyle v=H_{0}D\,}在任何情况下都成立，注意这里{\displaystyle v}、{\displaystyle D}和{\displaystyle H_{0}}随着宇宙膨胀都在不断变化（因此哈勃常数{\displaystyle H_{0}}实际是指“当前状态下的哈勃常数”）。对於距离远小於可观测宇宙尺度的情形，哈勃红移可以被理解为因退行速度{\displaystyle v}造成的多普勒频移，但本质上哈勃红移并不是真正的多普勒频移，而是在光从遥远星系发出而后被观测者接收的这个时间间隔内，宇宙膨胀的结果:第3章。
天文学上观测到的高度均匀分布且各向同性的红移，以及其他很多观测证据，都支持着宇宙在各个方向上看起来都相同这一宇宙学原理。2000年，人们通过测量宇宙微波背景辐射对遥远天体系统的动力学所产生的影响，证实了哥白尼原理，即地球相对大尺度宇宙来说绝非宇宙的中心。早期宇宙来自大爆炸的微波背景辐射温度要显著高於当今的辐射余温，而几十亿年来微波背景辐射均匀降温的事实只能解释为宇宙空间正在进行着度规膨胀，并排除了我们处于接近一个特殊的爆炸中心的位置的可能性。:152

### 宇宙微波背景辐射

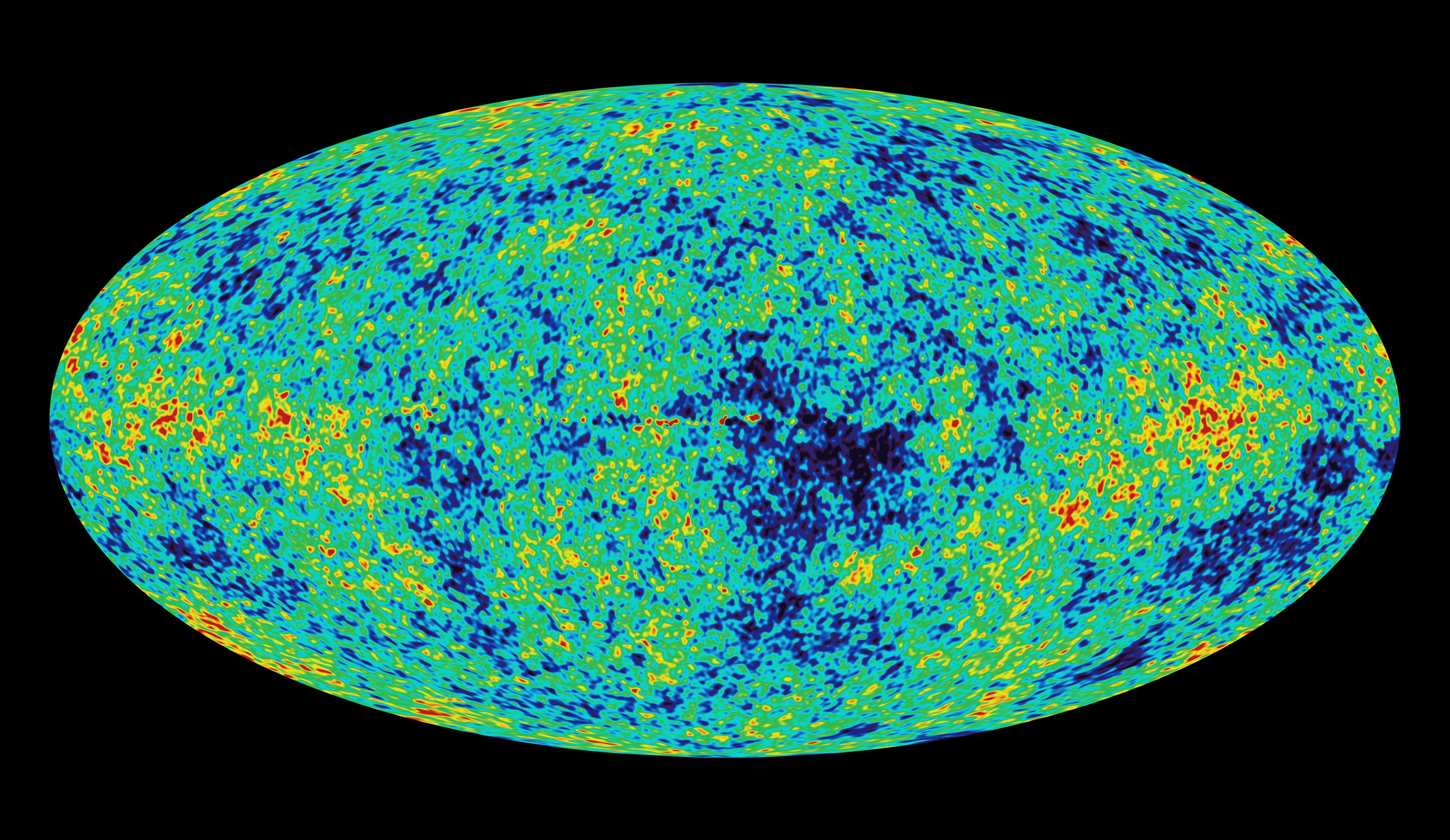
威尔金森微波各向异性探測器（WMAP）拍攝到宇宙在大爆炸發生後宇宙微波背景的影像

在宇宙诞生的最初几天里，宇宙处於完全的热平衡态，并伴随有光子的不断吸收和发射，从而产生了一个黑体辐射的频谱。其后随着宇宙的膨胀，温度逐渐降低到光子不能继续产生或湮灭，不过此时的高温仍然足以使电子和原子核彼此分离。此时的光子不断地與这些自由电子發生散射，因此，早期宇宙对电磁波是不透明的。当温度继续降低到大約3000K时，电子和原子核开始结合成原子，这一过程在宇宙学中称为復合。由于光子被中性原子散射的几率很小，当几乎所有电子都与原子核发生复合之后，光子的电磁辐射与物质脱耦:22-24。这一时期大约发生在大爆炸后三十七万九千年，被称作“最终的散射”时期。这些光子构成了可以被今天人们观测到的背景辐射，而观测到的背景辐射的涨落图样正是这一时期的早期宇宙的直接写照。随着宇宙的膨胀，光子的能量因红移而随之降低，从而使光子落入了电磁波谱的微波频段。微波背景辐射被认为在宇宙中的任何一点都可被观测，并且在各个方向上都（几乎）具有相同的能量密度。
1964年，阿诺·彭齐亚斯和罗伯特·威尔逊在使用贝尔实验室的一台微波接收器进行诊断性测量时，意外发现了宇宙微波背景辐射的存在。他们的发现为微波背景辐射的相关预言提供了坚实的验证——辐射被观测到是各向同性的，并且对应的黑体辐射温度为3K——并为大爆炸假说提供了有力的证据。:148-152彭齐亚斯和威尔逊为这项发现获得了诺贝尔物理学奖。
1989年，NASA发射了宇宙背景探测者卫星（COBE），并在1990年取得初步测量结果，显示大爆炸理论对微波背景辐射所做的预言和实验观测相符合。COBE测得的微波背景辐射余温为2.726K，并在1992年首次测量了微波背景辐射的涨落（各向异性），其结果显示这种各向异性在十万分之一的量级。约翰·马瑟和乔治·斯穆特因领导了这项工作而获得诺贝尔物理学奖。在接下来的十年间，微波背景辐射的各向异性被多个地面探测器以及气球实验进一步研究。2000年至2001年间，以毫米波段气球观天计划为代表的多个实验通过测量这种各向异性的典型角度大小，发现宇宙在空间上是近乎平直的。
2003年初，威尔金森微波各向异性探测器给出了它的首次探测结果，其中包括了在当时人们所能获得的最精确的某些宇宙学参数。航天器的探测结果还否定了某些具体的宇宙暴胀模型，但总体而言仍然符合广义的暴胀理论。此外，还证实了有一片“中微子海”弥散於整个宇宙，这清晰地说明了最早的一批恒星诞生时曾经用了约五亿年的时间才形成所谓宇宙雾，从而开始在原本黑暗的宇宙中发光。2009年5月，普朗克卫星作为用於测量微波背景各向异性的新一代探测器发射升空，它被寄希望於能够对微波背景的各向异性进行更精确的测量，除此之外还有很多基于地面探测器和气球的观测实验也在进行中。

### 原始物质丰度
采用大爆炸模型可以计算氦-4、氦-3、氘和锂-7等轻元素相对普通氢元素在宇宙中所占含量的比例。所有这些轻元素的丰度都取决于一个参数，即早期宇宙中辐射（光子）与物质（重子）的比例，而这个参数的计算与微波背景辐射涨落的具体细节无关。大爆炸理论所推测的轻元素比例（注意这里是元素的总质量之比而非数量之比）大约为：氦-4/氢 = 0.25，氘/氢 = 10−3，氦-3/氢 = 10−4，锂-7/氢 = 10−7:第4章。
将实际测量到的各种轻元素丰度和从光子重子比例推算出的理论值两者比较，可以发现至少是粗略符合。其中理论值和测量值符合最好的是氘元素，氦-4的理论值和测量值接近但仍有差别，锂-7则是差了两倍，即对於后两种元素的情形存在着明显的系统随机误差。尽管如此，大爆炸核合成理论所预言的轻元素丰度与实际观测可以认为是基本符合，这是对大爆炸理论的强有力支持。因为到目前为止还没有第二种理论能够很好地解释并给出这些轻元素的相对丰度，而从大爆炸理论所预言的宇宙中可被“调控”的氦元素含量也不可能超出或低于现有丰度的20%至30%。事实上很多观测也没有除大爆炸以外的理论可以解释，例如为什么早期宇宙（即在恒星形成之前，从而对物质的研究可以排除恒星核合成的影响）中氦的丰度要高于氘，而氘的含量又要高于氦-3，而且比例又是常数:182-185。

### 星系演变和分布

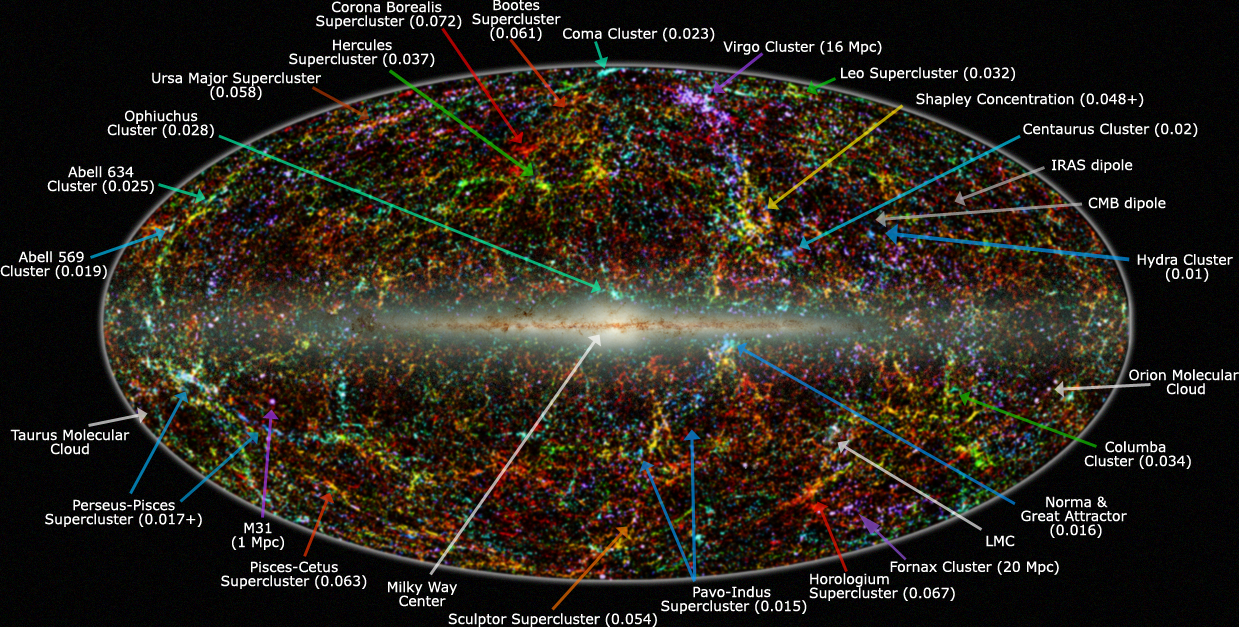
用近红外拍摄天空得到的全景图，显示了银河系以外星系的在宇宙中的分布，其中不同的红移量用不同的颜色标出。

对星系和类星体的分类和分布的详细观测为大爆炸理论提供了强有力的支持证据。理论和观测结果共同显示，最初的一批星系和类星体诞生於大爆炸后十亿年，从那以后更大的结构如星系团和超星系团开始形成。由於恒星族群不断衰老和演化，我们所观测到的距离遥远的星系和那些距离较近的星系非常不同。此外，即使距离上相近，相对较晚形成的星系也和那些在大爆炸之后较早形成的星系存在较大差异。这些观测结果都和宇宙的稳恒态理论强烈抵触，而对恒星形成、星系和类星体分布以及大尺度结构的观测则通过大爆炸理论对宇宙结构形成的计算模拟结果符合得很好，从而使大爆炸理论的细节更趋完善。

### 其他证据
人们通过对哈勃膨胀以及对微波背景辐射的观测，分别估算出了宇宙的年龄。虽然这两个结果彼此曾经存在一些矛盾和争议，但最终还是取得了相当程度上的一致：两者都认为宇宙的年龄要稍大于最老的恒星的年龄。两者的测量方法都是将恒星演化理论应用到球状星团上，并用放射性定年法测定每一颗第二星族恒星的年龄。
大爆炸理论预言了微波背景辐射的温度在过去曾经比现在要高，而对於位于高红移区域（即距离很远）的气体云，通过观测它们对温度敏感的发射谱线已经证实了这个预言。这个预言也意味着星系团中苏尼亚耶夫-泽尔多维奇效应的强度与红移并不直接相关；这一点从目前观测来看应该是近似正确，然而由于苏尼亚耶夫－泽尔多维奇效应的强度还和星系团的本身性质直接关联，并且星系团的性质在宇宙学的时间尺度上会发生根本的变化，因而导致无法精确检验这个猜想的正确性。

## 特点、疑点和问题
当今的科学家在宇宙学问题上都普遍更青睐大爆炸模型，不过在历史上科学界曾经分成两派，一派是大爆炸模型的支持者，另一派是其他替代宇宙模型的支持者。在宇宙学的整个发展史中，科学界曾经不断争论着哪个宇宙学模型能够最符合地描述宇宙学的观测结果（参见动机和发展一节），大爆炸理论的一些问题也因此浮出水面。在当今的科学界，支持大爆炸理论是压倒性的共识，因此这些曾经提出的问题很多都已经成为了历史，人们为此不断修正和完善大爆炸理论以及获取更佳的观测结果，从而一一获得了这些问题的解释:112。
大爆炸的核心观点——包括度规膨胀、早期高温态、氦元素形成、星系形成——都是从独立于任何宇宙学模型的实际观测中推论出的，这些实际观测包括轻元素的丰度、宇宙微波背景辐射、大尺度结构、Ia型超新星的哈勃图等。而大爆炸理论发展至今，它的正确性和精确性有赖于很多奇特的物理现象，这些物理现象或者还没有在地面实验中观测到，或者还没被纳入粒子物理学的标准模型中。在这些现象中，暗物质是当前各个实验室所研究的最为活跃的主题。虽然暗物质理论中至今仍然存在一些未得到解决的细节和疑点，诸如星系暈尖点问题和冷暗物质的矮星系问题，但这些疑点的解决只需将来对理论做出进一步的修正，而不会对暗物质这一解释产生颠覆性的影响。暗能量是科学界另一高度关注的领域，但至今仍然不清楚将来是否有可能直接对暗能量进行观测。
另一方面，大爆炸模型中的两个重要概念：暴胀和重子数产生，在某种意义上仍然被认为是具有猜测性质的。它们虽然能够解释早期宇宙的重要性质，却可以被其他解释所替代而不影响大爆炸理论本身。如何找到这些观测现象的正确解释仍然是当今物理学最大的未解决问题之一。

### 视界问题
视界问题来源于任何信息的传递速度不可能超过光速的前提。对於一个存在有限时间的宇宙而言，这个前提决定了两个具有因果联系的时空区域之间的间隔具有一个上界:第8章，这个上界被称作粒子视界。从这个意义上看，所观测到的微波背景辐射的各向同性与这个推论存在矛盾：如果早期宇宙直到“最终的散射”时期之前一直都被物质或辐射主导，那时的粒子视界将只对应着天空中大约2度的范围，从而无法解释为何在一个如此广的范围内都具有相同的辐射温度以及如此相似的物理性质:193-195。
对於这一看似矛盾之处，暴胀理论给出了解决方案，它指出在宇宙诞生极早期（早于重子数产生）的一段时间内，宇宙被均匀且各向同性的能量标量场主导着。在暴胀过程中，宇宙空间发生了指数膨胀，而粒子视界的膨胀速度要远比原先预想的要快，从而导致现在处于可观测宇宙两端的区域完全处于彼此的粒子视界中。因此，现今观测到的微波背景辐射在大尺度上的各向同性由于是在暴胀发生之前，这些区域彼此是相互接触而具有因果联系的:180-186。
根据維爾納·海森堡的不确定性原理，在暴胀时期宇宙中存着微小的量子热涨落，随着暴胀这些涨落被放大到宇观尺度，这就成为了当今宇宙中所有结构的种子:207。暴胀理论预言这些原初涨落基本上具有尺度不变性并满足高斯分布，这已经通过测量微波背景辐射得到了精确的证实:第6段。
如果暴胀的确发生过，宇宙空间中的大片区域将因指数膨胀而完全处于我们可观测的视界范围以外:180-186。

### 平坦性问题
平坦性问题是一个与弗里德曼－勒梅特－罗伯逊－沃尔克度规相关的观测问题:第8章。取决于宇宙的总能量密度是否大于、小于或等于临界密度，宇宙的空间曲率可以是正的、负的或为零的。当宇宙的能量密度等于临界密度时，宇宙空间被认为是平坦的。然而问题在於，任何一个偏离临界密度的微小扰动都会随着时间逐渐放大，但至今观测到的宇宙仍然是非常平坦的。如果假设空间曲率偏离平坦所经的时间尺度为普朗克时间即10−43秒，经过几十亿年的演化宇宙将会进入热寂或大挤压状态，这一矛盾从而需要一个解释。事实上，即使是在太初核合成时期，宇宙的能量密度也必须在偏离临界密度不超过10−14倍的范围内，否则将不会形成像我们今天看到的这样。

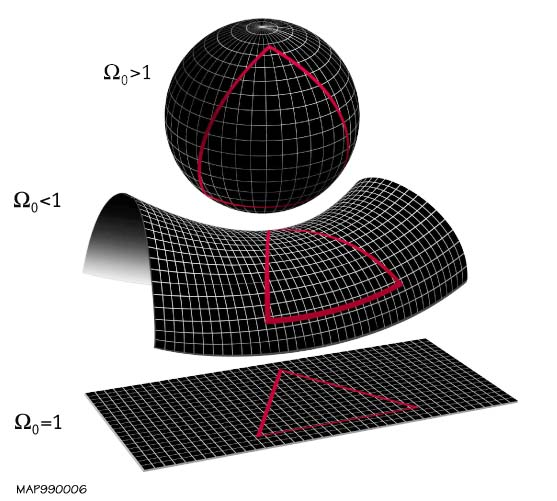
宇宙的整体几何形状取决于相对临界密度Ω_{0}值大于、等于还是小于1。图中从上至下所示为具有正曲率的封闭宇宙、具有负曲率的双曲面宇宙和具有零曲率的平坦宇宙。

暴胀理论对此给出的解释为，暴胀时期空间膨胀的速度如此之快，以至于能够将产生的任何微小曲率都抹平。现在普遍认为暴胀导致了现今宇宙空间的高度平坦性，并且其能量密度非常接近临界密度值:176-179。

### 磁单极子问题
关于磁单极子的反对意见源于二十世纪七十年代末，大统一理论预言了空间中的拓扑缺陷将表现为磁单极子，这种缺陷在早期高温宇宙中应当大量产生，从而导致现今磁单极子的密度应当远大于所能观测到的结果。而非常难以理解的是，至今为止人们从未观测到任何磁单极子。解决这一矛盾的理论仍然是暴胀，与抹平空间中的曲率相类似，空间呈指数暴胀也消除了所有拓扑缺陷:第8章。
值得一提的是，外尔曲率假说作为暴胀理论的替代理论，同样能够解释视界问题、平坦性问题和磁单极子问题。

### 重子不对称性
至今人们还不理解为什么宇宙中的物质要比反物质多:第6章：大爆炸理论认为高温的早期宇宙处在统计平衡态，具有同样数量的重子和反重子；然而观测表明，即使是在非常遥远的地方，宇宙仍然几乎由物质构成。产生这种不对称性的未知过程称作重子数产生，而重子数产生的条件是所谓薩哈羅夫条件必须满足。这些条件包括存在一种过程破坏重子数守恒、电荷共轭不变性和电荷共轭－空间反演不变性必须被破坏、宇宙偏离热平衡态。这三个条件在标准模型的框架内都可得到满足，然而标准模型所预言的此种效应在数量上太小，不足以完全解释重子不对称性的由来。

### 球状星团年龄
二十世纪九十年代中期，人们发现对球状星团的观测结果与大爆炸理论出现矛盾：人们进行了和球状星团的星族观测相符的计算机模拟，其结果显示这些球状星团的年龄竟然高达150亿年，这与大爆炸理论所预言的宇宙的年龄为137亿年严重不符。九十年代后期，更完善的计算机模拟考虑了恒星风引起的质量损失效应，这一矛盾也基本得到了解决：最新得出的球状星团年龄要比原先的结果小很多。虽然人们还不确定这种方法测定的球状星团年龄到底有多精确，但已经明确的是它们无疑是宇宙中最古老的天体之一。

### 暗物质

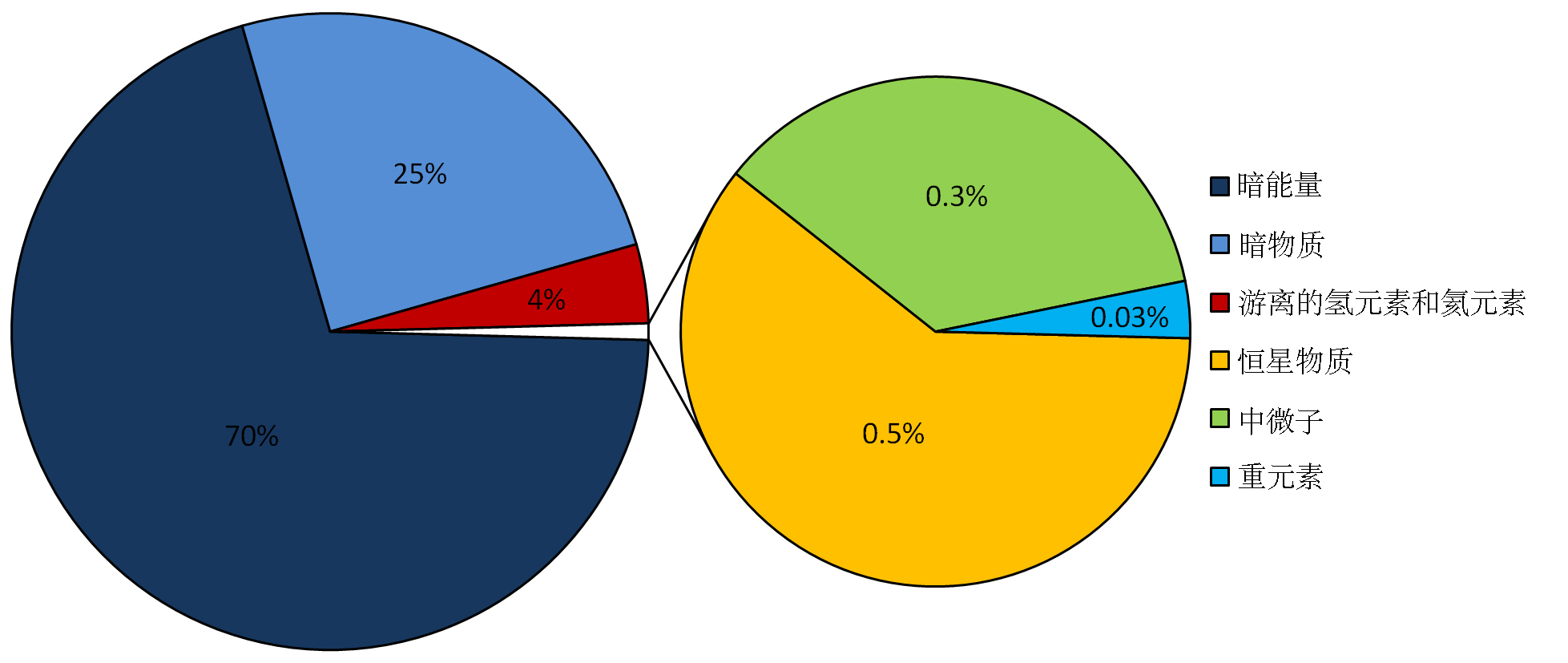
表示宇宙中不同能量密度组成比例的饼图，根据与观测最相符合的ΛCDM模型，有95%的成分都以充满奇异性质的暗物质和暗能量形式存在。

二十世纪七十至八十年代进行的多种观测显示，宇宙中可见的物质含量不足以解释所观测到的星系内部以及星系之间彼此产生的引力强度。这就导致了科学家猜测宇宙中有含量多达90%的物质都属于不会辐射电磁波也不会与普通重子物质相互作用的暗物质。另一方面，若假设宇宙中的大多数物质都是普通重子物质，所得出的一些预言也和观测结果强烈矛盾。例如，如果不假设暗物质的存在，将难以解释为何宇宙中氘的实际含量要比理论上预计的低很多。尽管暗物质这一概念在刚提出时还存在争议，但有多种观测都显示了它的存在，包括微波背景辐射的各向异性、星系团的速度弥散、大尺度结构的分布、对引力透镜的研究、对星系团的X射线观测等。
如要证实暗物质的存在，需要借助它与其他物质的引力相互作用，但至今还没有在实验室中发现构成暗物质的粒子。至今物理学家已经提出了多种粒子物理学理论来试图解释暗物质，同时实验上也存在多个直接实验观测暗物质的探测计划。

### 暗能量
对Ia型超新星红移－星等之间关系的测量揭示了宇宙自现有年龄的一半时，它的膨胀开始加速。如要解释这种加速膨胀，广义相对论要求宇宙中的大部分能量都具有一个能够提供负压的因子，即所谓“暗能量”。有其他若干证据显示暗能量确实存在：对微波背景辐射的测量显示宇宙空间是近乎平直的，从而宇宙的能量密度需要非常接近临界密度；然而通过引力汇聚对宇宙质量密度的测量表明，宇宙的能量密度只有临界密度的30%左右。由于暗能量并不像普通质量那样发生正常的引力汇聚，它是对那部分“丢失”的能量密度的最好解释。此外有两种对宇宙总曲率的几何测量结果也要求了暗能量的存在，一种借助了引力透镜的频率，另一种则是利用大尺度结构的特征图样作为量天尺。
负压是真空能量的一种性质，但暗能量的本性到底是什么仍然是大爆炸理论的最大谜团之一。目前提出的用於解释暗能量的候选者包括宇宙学常数和第五元素。2008年WMAP团队给出了结合宇宙微波背景辐射和其他观测数据的结果，显示当今的宇宙含有72%的暗能量、23%的暗物质、4.6%的常规物质和少于1%的中微子:第8列表。其中常规物质的能量密度随着宇宙的膨胀逐渐减少，而暗能量的能量密度却（几乎）保持不变。从而宇宙过去含有的常规物质比例比现在要高，而在未来暗能量的比例则会主掌宇宙的膨脹行為。但是，尚未有描述暗能量物理性質的理論，因此，暗能量未來的物理行為仍就是未知數:19-20。
在ΛCDM这一当前大爆炸理论的最佳模型中，暗能量被解释为广义相对论中的宇宙学常数。然而，基于广义相对论并能够合理解释暗能量的宇宙学常数值，即使与基于量子引力观点的不成熟估算值比起来仍然令人惊讶地小。在宇宙学常数以及其他解释暗能量的替代理论之间做出比较和选择是当前大爆炸研究领域中活跃的课题之一。

## 大爆炸宇宙的未来
在发现暗能量之前，宇宙学家认为宇宙的未来存在有两种图景：如果宇宙能量密度超过临界密度，宇宙会在膨胀到最大体积之后坍缩，在坍缩过程中，宇宙的密度和温度都会再次升高，最后终结于同爆炸开始相似的状态——即大挤压:第3章；相反，如果宇宙能量密度等于或者小于临界密度，膨胀会逐渐减速，但永远不会停止。恒星形成会因各个星系中的星际气体都被逐渐消耗而最终停止；恒星演化最终导致只剩下白矮星、中子星和黑洞。相当缓慢地，这些致密星体彼此的碰撞会导致质量聚集而陆续产生更大的黑洞。宇宙的平均温度会渐近地趋于绝对零度，从而达到所谓大冻结。此外，倘若质子真像标准模型预言的那样是不稳定的，重子物质最终也会全部消失，宇宙中只留下辐射和黑洞，而最终黑洞也会因霍金辐射而全部蒸发。宇宙的熵会增加到极点，以致于再也不会有自组织的能量形式产生，最终宇宙达到热寂状态。:第VI.D段
现代观测发现宇宙加速膨胀之后，人们意识到现今可观测的宇宙越来越多的部分将膨胀到我们的事件视界以外而同我们失去联系，这一效应的最终结果还不清楚。在ΛCDM模型中，暗能量以宇宙学常数的形式存在，这个理论认为只有诸如星系等重力束缚系统的物质会聚集，并随着宇宙的膨胀和冷却它们也会到达热寂。对暗能量的其他解释，例如幻影能量理论则认为最终星系群、恒星、行星、原子、原子核以及所有物质都会在一直持续下去的膨胀中被撕开，即所谓大撕裂。

## 超越大爆炸理论的物理学
虽然在宇宙学中大爆炸模型已经建立得相当完善，在将来它仍然非常有可能被修正，例如对於宇宙诞生最早期的那一刻人们还几乎一无所知。彭罗斯－霍金奇点定理表明，在宇宙时间的开端必然存在一个奇点。但是，这些理论都是在广义相对论正确的前提下才成立，而广义相对论在宇宙达到普朗克温度之前必须失效，而一个可能存在的量子引力理论则有希望避免产生奇点。
现在已经提出了一些设想，但每一个设想都基于了一些还没有任何验证的假说：
- 采用哈特尔－霍金无边界条件（英语：Hartle–Hawking state）的时空有限模型；大爆炸理论的确给出了一个有限的时间，但它的成立并不需要奇点的存在[78]。

- 认为暴胀是由于弦理论中膜的运动的膜宇宙模型[79]；一个前大爆炸模型；认为大爆炸是由于膜彼此碰撞产生的大碰撞模型（英语：ekpyrotic universe）；以及ekpyrotic模型的变种——循环模型（英语：cyclic model），认为这种膜的碰撞是周而复始的。在循环模型中，大挤压跟随在大爆炸之后发生，并且宇宙永不停歇地进行着这种循环[80][81][82]

- 混沌暴胀理论（英语：chaotic inflation），在这一理论中宇宙的暴胀会在随机的地方发生局部停止，每一个停止点都会发生自身的大爆炸并由此膨胀出新的气泡宇宙[83][84][85]。

后两类设想都把大爆炸看作只是一个更庞大且更古老的宇宙（即平行宇宙）中的一个事件，而非传统意义上的宇宙开端。

## 哲学和宗教诠释
大爆炸理论是一种科学理论，它的成立是建立在和观测相符合的基础上的。但作为一个阐述“实在”起源的理论，它对神学和哲学或多或少产生了暗示作用。二十世纪二十至三十年代，几乎每一个主流宇宙学家都更喜欢認定宇宙不存在始末且能保持密度不變做增長的稳恒态理论，还有很多人指责说大爆炸理论提出的宇宙在时间上的开端是将宗教概念引入了物理学中，这一反对意见后来经常被稳恒态理论的支持者反复提出。而大爆炸理论创始人之一的乔治·勒梅特是一位罗马天主教神父的事实则更为这种意见添油加醋。1951年11月22日，教宗庇护十二世在宗座科学院的开幕会上声称大爆炸理论和天主教的创世概念相符合。
自大爆炸理论被主流物理宇宙学界接受以来，已经有多个宗教团体对大爆炸理论做出了反应，其中有些忠实接受了大爆炸理论的科学依据，而有些试图将大爆炸理论和他们自己的宗教教义相统合，有些则是完全反对或忽视了大爆炸理论的证据。

## 薩根標準
薩根標準是一句格言，認為「超凡的主張，需要有超凡的證據」（Extraordinary claims require extraordinary evidence），這個格言往往成為理性思考、批判性思考、以及科學考證的重要標準之一。
大爆炸論在宗教人士(特別是亞伯拉罕諸教如基督教、天主教和伊斯蘭教教徒)及公眾人士眼中，往往認為它是屬於超凡的主張，因為與直覺、宗教經典及創造論發生衝突，因此要求超凡的證據。由於沒有任何歷史文獻記錄宇宙誕生及宇宙爆炸的歷史及過程等「超凡證據」作為佐證，宗教人士及不少公眾人士均不接納宇宙大爆炸論。
但在物理學及宇宙科學家眼中，大爆炸論並非超凡主張，因為大爆炸論並沒有與現今的科學及物理學衝突，因此無需有如歷史文獻記錄等「超凡的證據」也可接納大爆炸論為科學理。

## 流行文化
- 2007年，（英語：The Big Bang Theory，直譯為「大霹靂理論」）
- 2017年，《蠟筆小新：宇宙人Pi力來襲！！》（Pi力為霹靂之諧音）
- 2021年，香港歌手張敬軒歌曲：《大霹靂》